# Jules Tyck

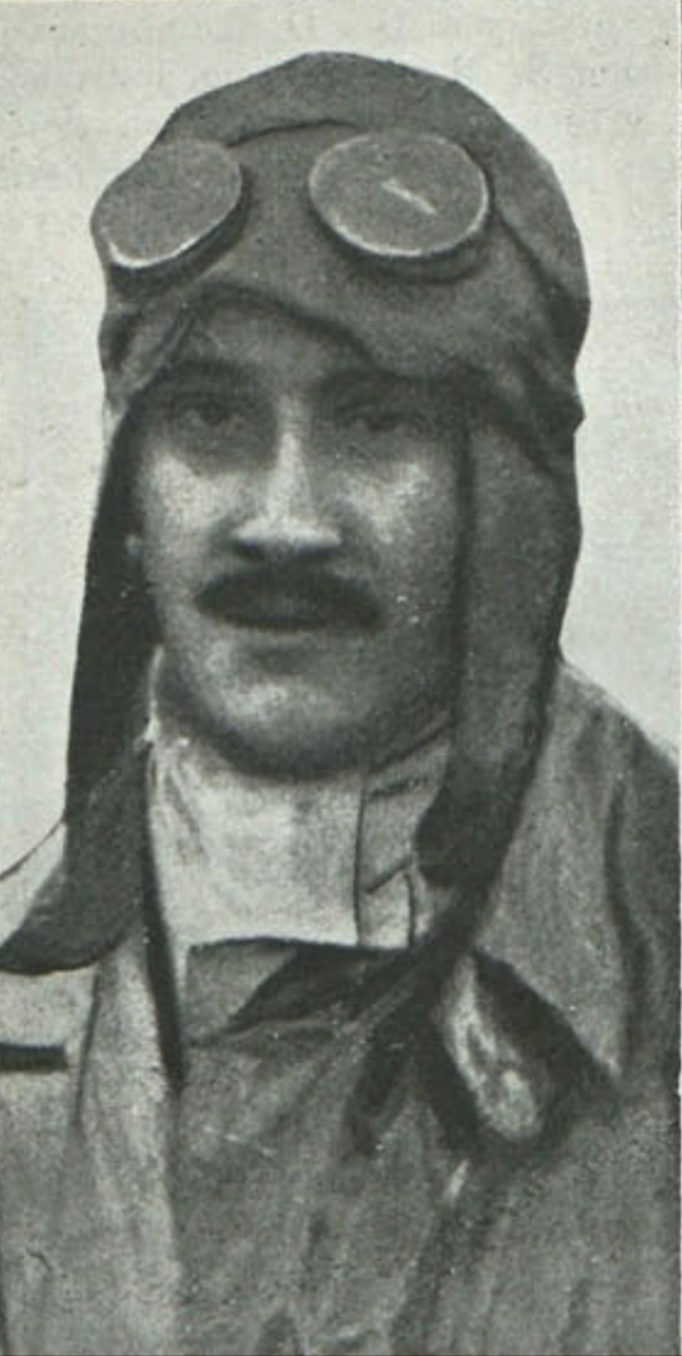
Jules Tyck in 1911

Jules G.J. Tyck (Antwerpen, 26 april 1889 - Hauteville, 21 oktober 1924) was een Belgische wielrenner en luchtvaartpionier.
Na zijn wielercarrière, onder andere tweemaal zilver in de Grote Scheldeprijs, nam Jules Tyck vlieglessen in Pau bij de school van Louis Blériot. Hier ontmoette hij zijn vriend voor het leven Jan Olieslagers. Op 7 mei 1910 haalde hij zijn vliegbrevet (nr. 8). Op 1 augustus vestigde hij meteen een nieuw wereldhoogterecord, tijdens de vliegweek in Brussel-Stockel vliegt hij naar 1.700 meter, en breekt daarmee het oude record van Jan Olieslagers met 176 meter. Hij werd groots binnengehaald in zijn woonplaats Antwerpen en maakt als dank een vlucht boven de binnenstad, daarmee was hij eerste die dat deed in een "zwaarder dan lucht vliegtuig". Hij vertrok in november, samen met Baron Pierre de Caters, naar India. Op 29 december 1910 vloog Jules Tyck als eerste boven de stad Calcutta en zet het Indiaas hoogterecord op 213 meter. Aldaar toeren ze door India en vlogen ze nog te Bangalore en Secunderabad. Halverwege februari 1911 keren ze weer terug naar België. Hij weet nog meer op zijn naam te zetten, zo was hij de eerste die boven de stad Granada vloog, op 20 juni 1911. En wint hij, met overmacht, de Tour de Belgique die werd gehouden van 6 tot 15 augustus van datzelfde jaar.
Bij de aanvang van de Eerste Wereldoorlog meldde hij zich vrijwillig, samen met zijn vriend Jan Olieslagers, aan als vlieger bij het leger. De oorlog levert hem een ziekte op, waardoor hij in 1916 genoodzaakt was eruit te stappen. Op 21 oktober 1924 overleed hij alsnog aan de gevolgen van deze ziekte.